# Urophora solstitialis
De distelgalboorvlieg (Urophora solstitialis) is een vliegensoort uit de familie van de boorvliegen (Tephritidae). De wetenschappelijke naam van de soort werd gepubliceerd in 1758 door Carl Linnaeus in  de tiende editie van Systema naturae.

## Gal
Deze soort kan als gal voorkomen op:
- Carduus acanthoides
- Carduus crispus
- Carduus defloratus
- Carduus nigrescens
- Carduus nutans
- Carduus personata
- Centaurea iberica
- Centaurea solstitialis
- Cirsium helenioides
- Cirsium heterophyllum
- Cirsium vulgare
- Cyanus pichleri